# Диана Димитрова
Диана Димитрова е българска актриса и художничка. 

## Биография
Диана Димитрова е родена на 1 април 1990 г. в град Добрич. Родителите ѝ се разделят, когато тя е на 13 години. Отраснала е с баба си и дядо си в село Кайнарджа, област Силистра. Средното си образование получава в СОУ "Никола Йонков Вапцаров" в град Силистра, където учи в паралелка с профил рисуване.
След завършване на гимназията е приета първа по успех в Националната художествена академия, специалност Графика. Актрисата споделя, че рисува от 5 годишна, а портретите са ѝ слабост. Въпреки че мечтата ѝ се осъществява, тя осъзнава, че това не е нейното място и се отказва още след първата година. Решава да кандидатства актьорско майсторство в НАТФИЗ и е приета отново първа по успех. Завършва през 2015 година в класа на проф. Атанас Атанасов.

## Кариера
През 2015 година актрисата играе в постановката „Посещението на старата дама“ на режисьорката Диана Добрева. По това време актрисата прави моноспектакъл „Въпреки всичко“, който играе две години и половина. Участва в сериал на канала History Channel – „Спартак“, където изпълнява главната женска роля на тракийска вещица, която накрая е разпъната на кръст. След тази роля продуцентите я забелязват и ѝ дават друга – този път в продукцията „Eight days that made Rome“. Там играе привидението, което преминава реката Рубикон. Снима се в няколко епизода на сериала „Столичани в повече“. Снима и в холивудската продукция „Death race 4“ с Дани Глоувър и Дани Трехо. Диана започва участието си в „Откраднат живот“ в първи сезон с епизодична роля. След това продуцентът Евтим Милошев я кани да участва в четвърти сезон с главна женска роля на уроложката Зорница Огнянова. Участието ѝ продължава и в следващите девет сезона. Паралелно с него се снима в българския филм „Писма от Антарктида“. 
Освен актриса, Диана е и художничка. Определя рисуването като необходимост. През 2021 прави първа самостоятелна изложба Жената в галерия nOva art space. Автор е на три детски книжки – „Влад“, „История за Малката вещица, Драконовото зайче и Асо купа“ и „Омагьосаните“, където освен текста, нейни са и илюстрациите.

## Филмография
- „Бягство" (2022) - Марго
- Лъжите в нас“ (2022) – Ирина[1]
- „Снимка с Юки“ (2019) – лекарката
- „Nicole & O.J“ (2018) – Соня
- „Писма до Антарктида“ (2018) – Мария
- „Plebs“ (2018)
- „Откраднат живот“ (2017-2021) – д-р Зорница Огнянова
- „Дъвка за балончета“ (2017) – Наталия
- „Дяволското гърло“ (2017) – Камелия
- „Смъртоносна надпревара 4: Отвъд анархията“ (2017)
- „Рим е направен за осем дни“ (2017)
- „Снимка с Юки“ (2019)
- „Barbarians rising“ (2016)